# Модан
Мода́н (фр. Modane) — муніципалітет у Франції, у регіоні Овернь-Рона-Альпи, департамент Савоя. Населення — 2944 особи (01.01.2021).
Муніципалітет розташований на відстані близько 530 км на південний схід від Парижа, 160 км на південний схід від Ліона, 75 км на південний схід від Шамбері.

## Історія
До 2015 року муніципалітет перебував у складі регіону Рона-Альпи. Від 1 січня 2016 року належить до нового об'єднаного регіону Овернь-Рона-Альпи.

## Демографія
Динаміка населення (Ehess і INSEE ):
Розподіл населення за віком та статтю (2006):
| Стать | Всього | До 15 років | 15-24 | 25-44 | 45-64 | 65-85 | Понад 85 |
| --- | ------ | ----------- | ----- | ----- | ----- | ----- | -------- |
| Чоловіки | 1912   | 368         | 228   | 576   | 488   | 216   | 36       |
| Жінки | 1840   | 356         | 140   | 528   | 484   | 268   | 64       |
| \| Статево-вікова піраміда \| Статево-вікова піраміда \| Статево-вікова піраміда \| \| ----------------------- \| ----------------------- \| ----------------------- \| \| Чоловіки \| Вік \| Жінки \| \| 36 \| 85 + \| 64 \| \| 12 \| 80-84 \| 60 \| \| 36 \| 75-79 \| 48 \| \| 80 \| 70-74 \| 84 \| \| 88 \| 65-69 \| 76 \| \| 104 \| 60-64 \| 92 \| \| 112 \| 55-59 \| 148 \| \| 140 \| 50-54 \| 140 \| \| 132 \| 45-49 \| 104 \| \| 112 \| 40-44 \| 112 \| \| 140 \| 35-39 \| 148 \| \| 188 \| 30-34 \| 132 \| \| 136 \| 25-29 \| 136 \| \| 116 \| 20-24 \| 64 \| \| 112 \| 15-20 \| 76 \| \| 112 \| 10-14 \| 100 \| \| 92 \| 5-9 \| 140 \| \| 164 \| 0-4 \| 116 \| |        |             |       |       |       |       |          |
| Статево-вікова піраміда |        |             |       |       |       |       |          |
| Чоловіки | Вік    | Жінки       |       |       |       |       |          |
| 36 | 85 +   | 64          |       |       |       |       |          |
| 12 | 80-84  | 60          |       |       |       |       |          |
| 36 | 75-79  | 48          |       |       |       |       |          |
| 80 | 70-74  | 84          |       |       |       |       |          |
| 88 | 65-69  | 76          |       |       |       |       |          |
| 104 | 60-64  | 92          |       |       |       |       |          |
| 112 | 55-59  | 148         |       |       |       |       |          |
| 140 | 50-54  | 140         |       |       |       |       |          |
| 132 | 45-49  | 104         |       |       |       |       |          |
| 112 | 40-44  | 112         |       |       |       |       |          |
| 140 | 35-39  | 148         |       |       |       |       |          |
| 188 | 30-34  | 132         |       |       |       |       |          |
| 136 | 25-29  | 136         |       |       |       |       |          |
| 116 | 20-24  | 64          |       |       |       |       |          |
| 112 | 15-20  | 76          |       |       |       |       |          |
| 112 | 10-14  | 100         |       |       |       |       |          |
| 92 | 5-9    | 140         |       |       |       |       |          |
| 164 | 0-4    | 116         |       |       |       |       |          |

## Економіка
2010 року серед 2173 осіб працездатного віку (15—64 років) 1585 були активними, 588 — неактивними (показник активності 72,9%, у 1999 році було 71,0%). З 1585 активних мешканців працювало 1475 осіб (800 чоловіків та 675 жінок), безробітними було 110 (72 чоловіки та 38 жінок). Серед 588 неактивних 147 осіб було учнями чи студентами, 229 — пенсіонерами, 212 були неактивними з інших причин.

У 2010 році в муніципалітеті числилось 1512 оподаткованих домогосподарств, у яких проживали 3462,5 особи, медіана доходів виносила 17 637 євро на одного особоспоживача

## Галерея зображень

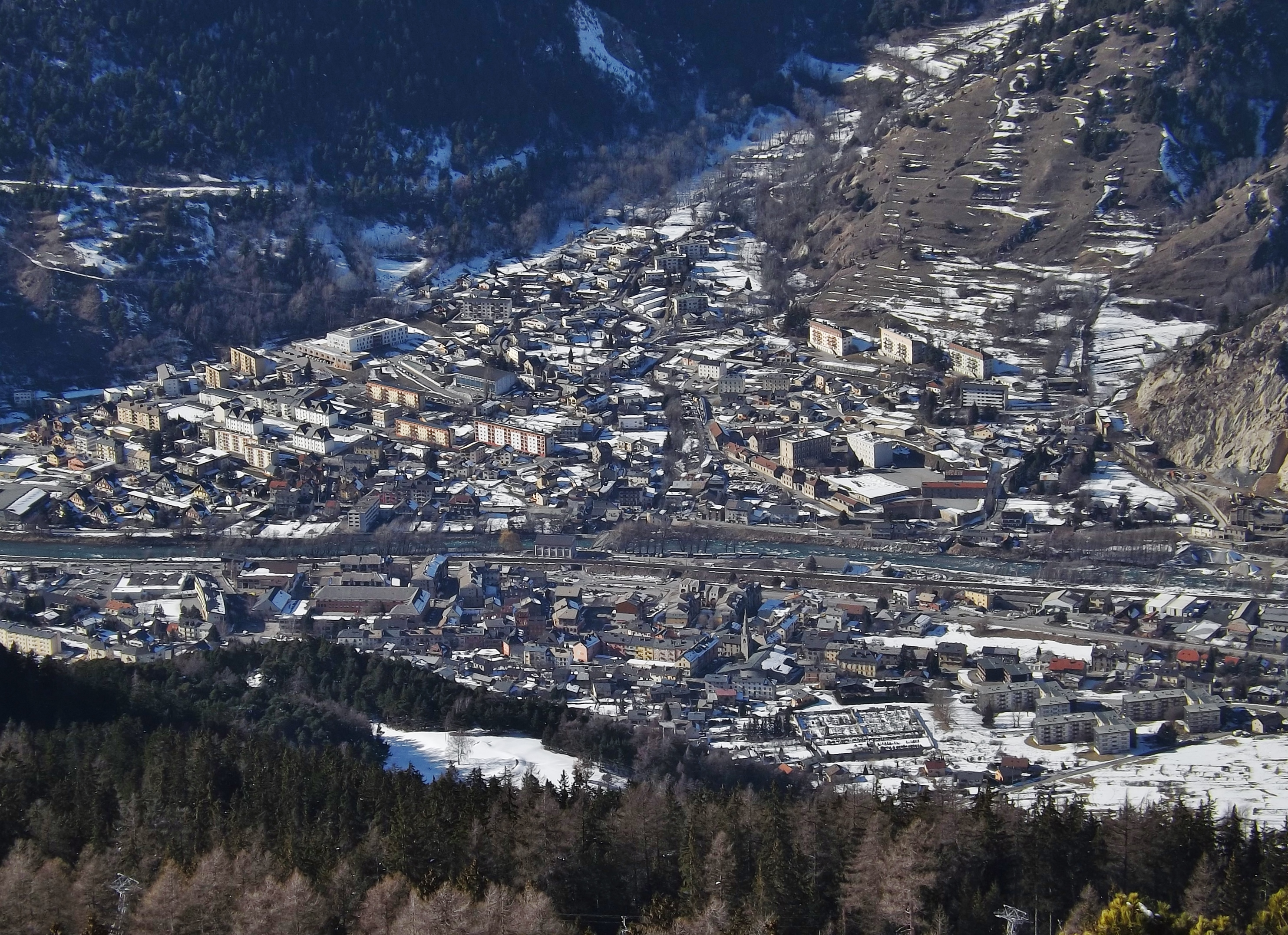
Вид на Модан з Ла-Норми
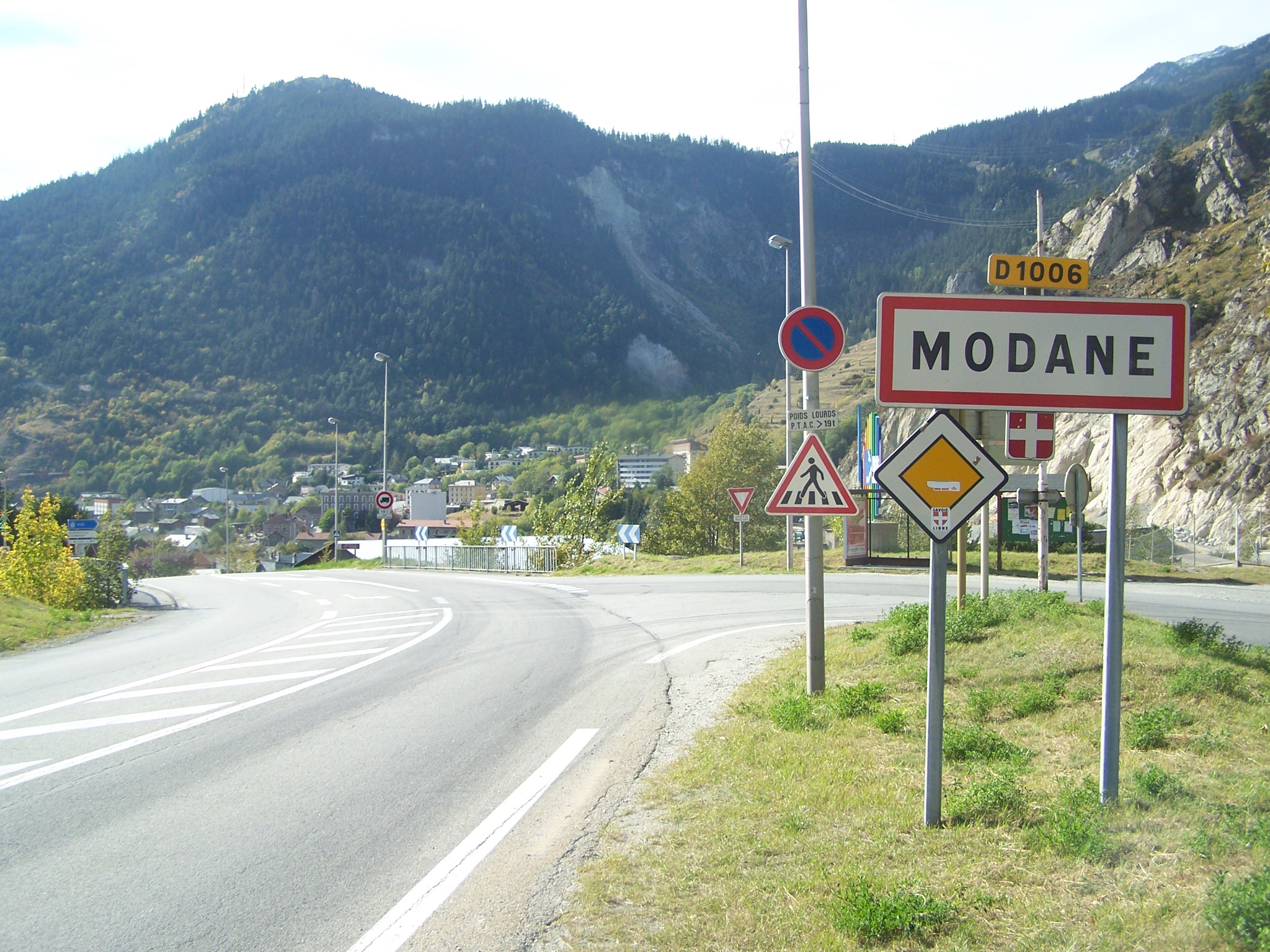
Дорога в Модан по D 1006, зі сторони Мон-Сені
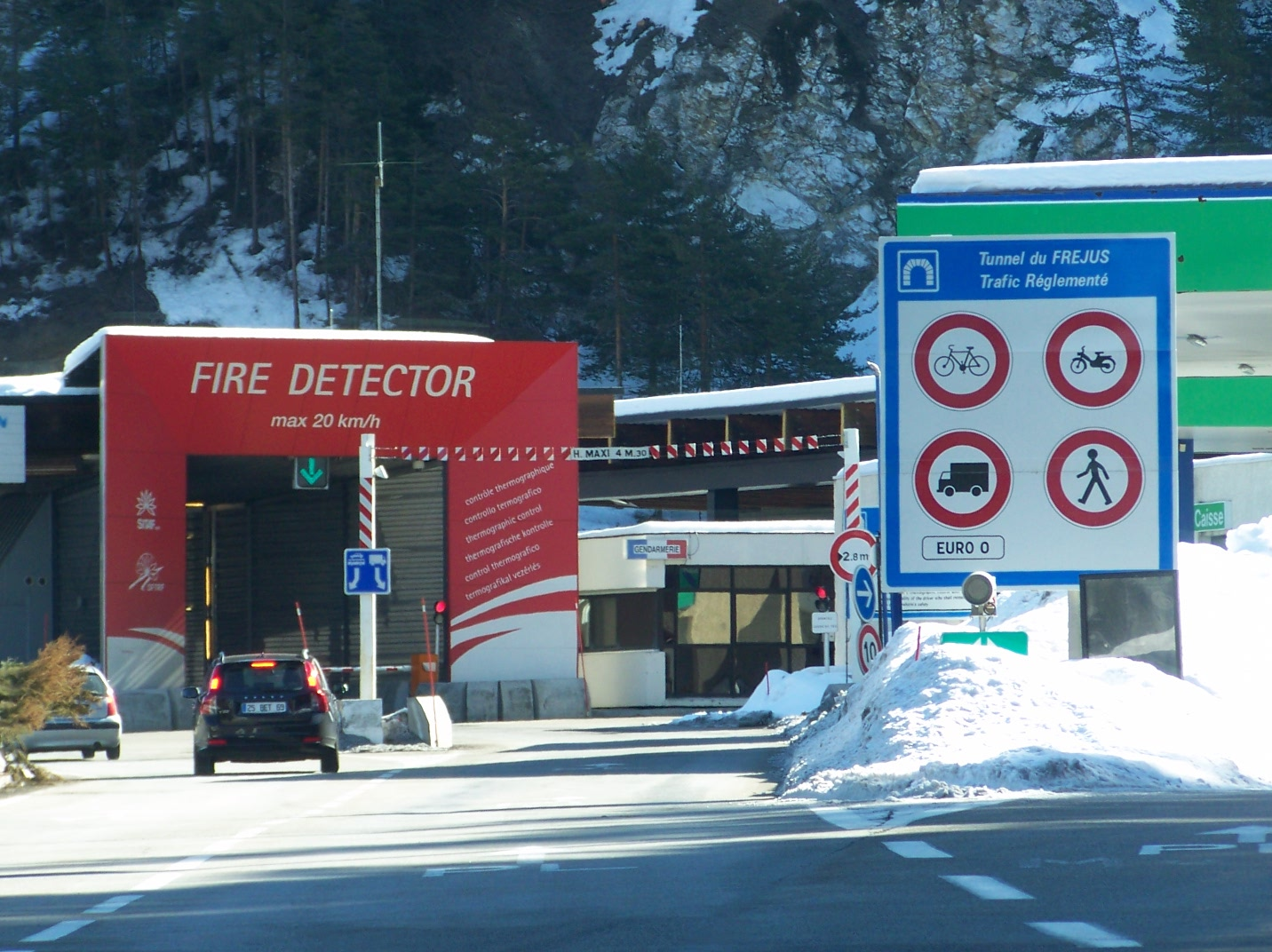
Французький вхід до тунелю Фрежюс у Модані, Савоя.
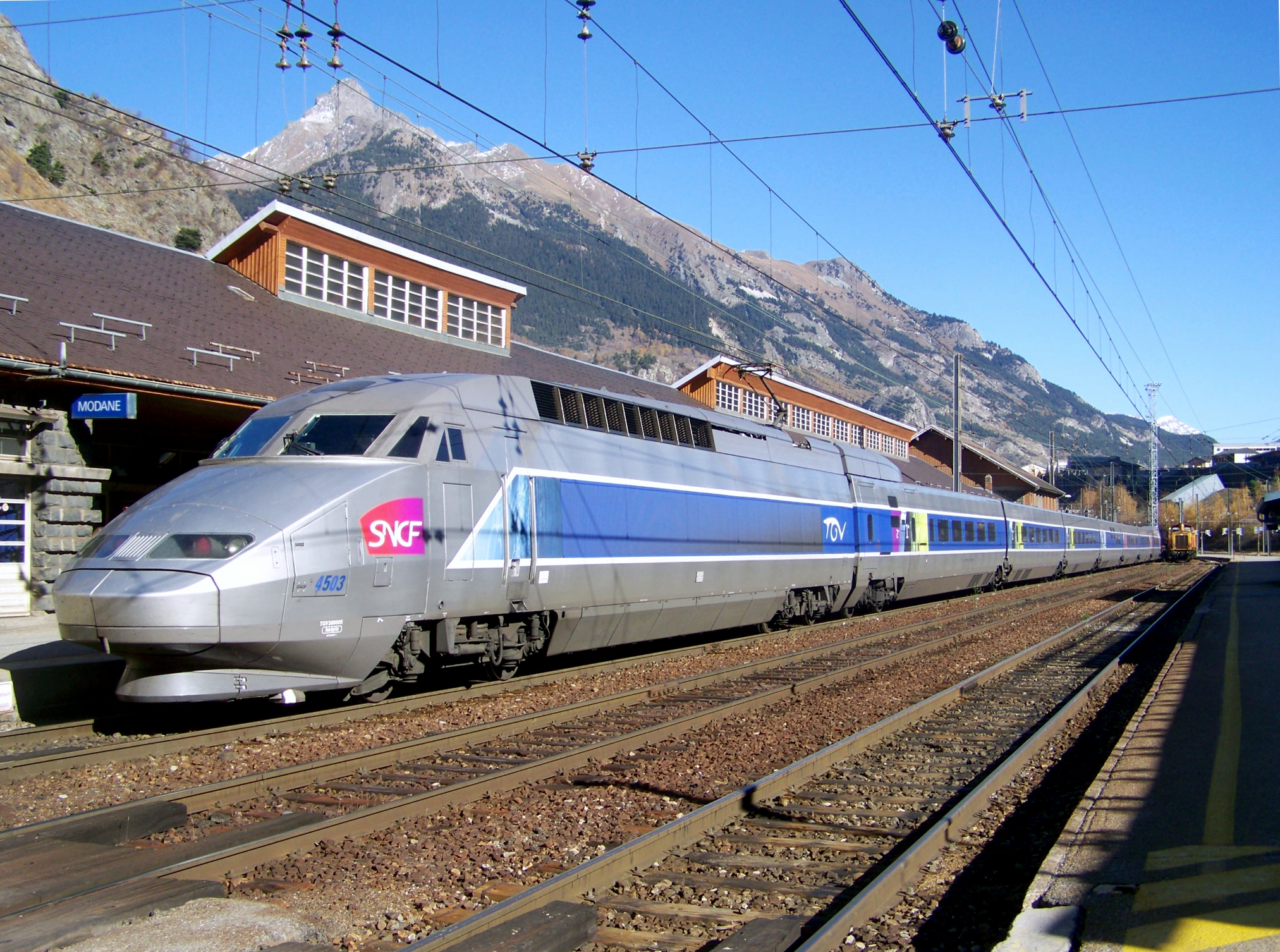
TGV Париж-Мілан на станції Gare de Modane
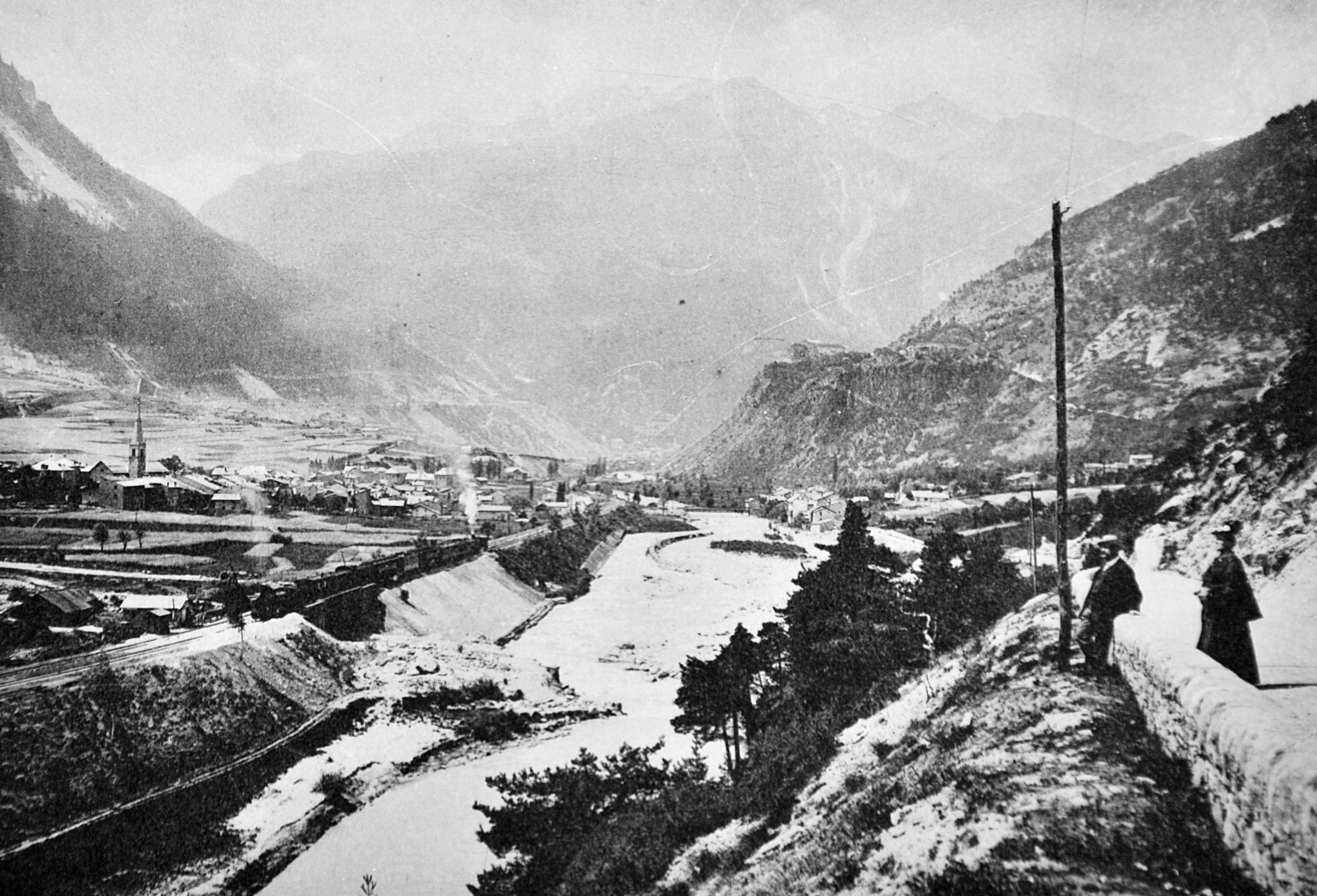
Модан приблизно 1920 ті роки